# Peltaria emarginata
Peltaria emarginata es una especie de planta perenne de la familia Brassicaceae.

## Distribución y hábitat
Es endémica del norte y el centro de Grecia, donde es un endemismo en la isla de Eubea. Crece sólo en suelos de serpentina en altitudes 300-2100 metros en las laderas rocosas, praderas rocosas y bosques de pino.

## Descripción
Peltaria emarginata crece como una planta perenne herbácea y alcanza un tamaño de hasta 50 cm de altura. El tallo es erecto. Las hojas en una roseta basal son espatuladas peludas. oblongas y escasas. Las hojas del tallo son mucho más pequeñas. El período de floración es de mayo a junio. Es hermafrodita, con flores en una inflorescencia racemosa. Los cuatro blancos pétalos miden alrededor de 3 mm de largo. Los frutos son planos, en forma de disco silicuas que tienen muescas profundas y maduras son veteadas.

## Taxonomía
Peltaria emarginata fue descrita por (Boiss.) Hausskn. y publicado en Mittheilungen der Thüringischen Botanischen Vereins, n.s. 4: 111. 1893.
Etimología
Peltaria: nombre genérico que deriva del griego: πέλτη pelte para "plato pequeño" y se refiere a la forma de la fruta. 
emarginata epíteto latíno que significa "con el margen dentado".
Sinonimia
- Alyssum emarginatum (Boiss.) Rouy
- Koniga emarginata (Boiss.) Nyman
- Leptoplax emarginata (Boiss.) O.E. Schulz
- Ptilotrichum emarginatum Boiss.[3]